# Guillaume Chaine

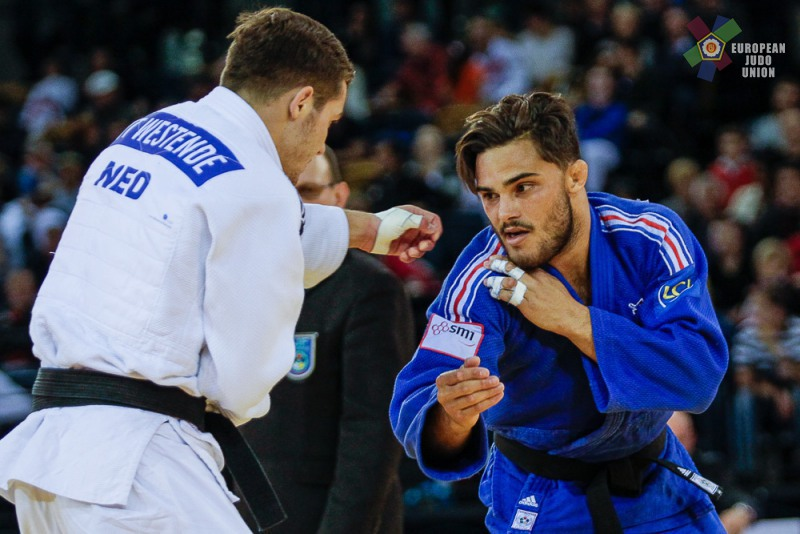
Guillaume Chainee (in blau) bei den European Open 2015

Guillaume Chaine (* 24. Oktober 1986 in Paris) ist ein französischer Judoka. 2021 wurde er Olympiasieger mit der Mixed-Mannschaft.

## Sportliche Karriere
Guillaume Chaine tritt seit 2008 im Leichtgewicht an, der Gewichtsklasse bis 73 Kilogramm. 2014 gewann er den französischen Meistertitel. 2015 erreichte er das Finale beim Grand-Slam-Turnier in Tjumen und verlor gegen den Russen Uali Kurtsew. 2017 nahm er erstmals an Europameisterschaften teil, schied aber in der zweiten Runde aus.
Bei den Weltmeisterschaften 2018 erreichte er das Achtelfinale und schied gegen den Japaner Soichi Hashimoto aus. In der Mannschaftswertung erreichten die Franzosen das Finale und unterlagen der japanischen Mannschaft. 2019 wurden die Europameisterschaften im Rahmen der Europaspiele in Minsk ausgetragen. Chaine schied in der ersten Runde gegen den Russen Denis Jarzew aus. Zwei Monate später bei den Weltmeisterschaften in Tokio gewann er seine ersten drei Kämpfe, schied aber im Achtelfinale gegen Denis Jarzew aus. Im Mannschaftswettbewerb gewann er dreimal, im Finale unterlag er dem Japaner Shōhei Ōno. Die französische Mannschaft erhielt wie im Vorjahr die Silbermedaille.
Nach der Zwangspause wegen der COVID-19-Pandemie schied Chaine bei den Europameisterschaften in Prag im Achtelfinale gegen den Schweizer Nils Stump aus. Bei den Europameisterschaften 2021 in Lissabon unterlag er in der ersten Runde dem Italiener Giovanni Esposito. Drei Monate später bei den Olympischen Spielen in Tokio unterlag er in der zweiten Runde dem Georgier Lascha Schawdatuaschwili. Im Mannschaftswettbewerb gewann er mit dem französischen Mixed-Team die Goldmedaille vor den Japanern. Im Viertelfinale besiegte er den Israeli Tohar Butbul und im Halbfinale den Niederländer Tornike Tsjakadoea. Im Finale musste er nicht mehr gegen Shōhei Ōno antreten, da die Franzosen bereits vorher die Goldmedaille sicher hatten.